# Hyde Park (Pensilvania)
Hyde Park es un borough ubicado en el condado de Westmoreland en el estado estadounidense de Pensilvania. En el año 2000 tenía una población de 513 habitantes y una densidad poblacional de 835.4 personas por km².

## Geografía
Hyde Park se encuentra ubicado en las coordenadas 40°37′54″N 79°35′23″O / 40.63167, -79.58972.

## Demografía
Según la Oficina del Censo en 2000 los ingresos medios por hogar en la localidad eran de $34,722 y los ingresos medios por familia eran $39,519. Los hombres tenían unos ingresos medios de $31,979 frente a los $21,250 para las mujeres. La renta per cápita para la localidad era de $15,214. Alrededor del 14.1% de la población estaba por debajo del umbral de pobreza.